# Aphobetus maskelli
Aphobetus maskelli is een vliesvleugelig insect uit de familie Pteromalidae. De wetenschappelijke naam is voor het eerst geldig gepubliceerd in 1896 door Howard.